# Flaveria
Flaveria es un género de plantas fanerógamas perteneciente a la familia de las asteráceas.  Comprende 53 especies descritas y de estas, solo 23 aceptadas.

## Descripción
Algunas son hierbas anuales o perennes y otras son arbustos.  Llevan flores de color amarillo. Estas plantas se encuentran en las Américas, Asia, África y Australia. Dado que este género incluye especies estrechamente relacionadas que exhiben distintas formas de metabolismo, se ha utilizado para estudiar la evolución de la fotosíntesis. Una monografía publicada por A.M. Powell en 1978 (Sistemática de Flaveria (Flaveriinae-Asteraceae), en Anals of the Missouri Botanical Garden) es, hasta la fecha, el estudio más completo de la morfología y la biogeografía de las especies de Flaveria. Un reciente estudio filogenético publicado por McKown A. et al. en 2005 (Filogenia de Flaveria (Asteraceae) e inferencia de la evolución de la fotosíntesis C4 en American Journal of Botany) aclara muchas de las relaciones evolutivas entre las especies de Flaveria.

## Taxonomía
El género fue descrito por Antoine-Laurent de Jussieu y publicado en Genera Plantarum (Jussieu) 186–187. 1789.	La especie tipo es: Flaveria chilensis (Molina) J.F. Gmel.

## Especies aceptadas
A continuación se brinda un listado de las especies del género Flaveria aceptadas hasta julio de 2012, ordenadas alfabéticamente. Para cada una se indica el nombre binomial seguido del autor, abreviado según las conven
- Flaveria angustifolia (Cav.) Pers.
- Flaveria anomala B.L.Rob.
- Flaveria australasica Hook.
- Flaveria bidentis (L.) Kuntze - contrayerba de Cuba, contrayerba del Perú, chinapaya del Perú, hierba del espanto (Perú), matagusanos del Perú y Chile, tusilla de la Guayana.[4]
- Flaveria brownii A.M.Powell
- Flaveria campestris I.M.Johnst.
- Flaveria chlorifolia A.Gray
- Flaveria cronquistii A.M.Powell
- Flaveria floridana I.M.Johnst.
- Flaveria haumanii Dimitri & Orfila
- Flaveria intermedia I.M.Johnst.
- Flaveria kochiana B.L.Turner
- Flaveria linearis Lag.
- Flaveria mcdougallii "Theroux, Pinkava & D.J.Keil"
- Flaveria oppositifolia (DC.) Rydb.
- Flaveria palmeri J.R.Johnst.
- Flaveria pringlei Gand.
- Flaveria pubescens Rydb.
- Flaveria ramosissima Klatt
- Flaveria robusta Rose
- Flaveria sonorensis A.M.Powell
- Flaveria trinervia (Spreng.) C.Mohr
- Flaveria vaginata B.L.Rob. & Greenm.